# Don't Give Me Names
Don't Give Me Names è il secondo album in studio del gruppo musicale tedesco Guano Apes, pubblicato nel 2000. Include i singoli Big in Japan (cover degli Alphaville), No Speech, Living in a Lie e Dödel Up.

## Tracce
Tutte le canzoni sono state scritte dai Guano Apes tranne dove indicato.
1. Innocent Greed – 3:51
2. No Speech – 3:30
3. Big in Japan – 2:49 - (Marian Gold, Lloyd Bernhard e Frank Mertens)
4. Money & Milk – 2:39
5. Living in a Lie – 4:33
6. Dödel Up – 3:38
7. I Want It – 3:19
8. Heaven – 4:59
9. Mine All Mine – 3:49
10. Too Close to Leave – 3:33
11. Gogan – 2:48
12. Anne Claire – 5:37

Tracce Bonus presenti nella versione limitata digipak
- Ain't Got Time
- Living a Lie (unplugged)
- Anne Claire (unplugged)

## Formazione
- Sandra Nasić - voce
- Henning Rümenapp - chitarra
- Stefan Ude - basso
- Dennis Poschwatta - batteria